# Vaseyanthus
Vaseyanthus é um género botânico pertencente à família Cucurbitaceae.

## Espécies selecionadas
| - Vaseyanthus brandegei - Vaseyanthus insularis - Vaseyanthus palmeri - Vaseyanthus rosei |

## Sinonímia
- Pseudoechinopepon